# Uspí
Uspí är en ort i Mexiko.   Den ligger i kommunen Comalcalco och delstaten Tabasco, i den sydöstra delen av landet, 600 km öster om huvudstaden Mexico City. Uspí ligger 8 meter över havet och antalet invånare är 708.
Terrängen runt Uspí är mycket platt. Runt Uspí är det ganska tätbefolkat, med 166 invånare per kvadratkilometer. Närmaste större samhälle är Comalcalco, 10,7 km väster om Uspí. Trakten runt Uspí består till största delen av jordbruksmark.